# Lista de doenças de notificação compulsória (OIE)
Lista de doenças de notificação obrigatória da Organização Mundial da Saúde Animal

## Doença de várias espécies animais
• Antraz ou carbúnculo - (Bacillus anthracis)
• Brucelose - (Brucella abortus, B. melitensis, B. suis)
• Língua Azul - (Reoviridae: Orbivirus)
• Doença de Aujeszky - (Hespesviridae: Herpesvírus Suídeo 1 (SHV-1))
• Doença epizoótica hemorrágica
• Encefalite japonesa - (Flaviviridae: Japanese Encephalitis Virus)
• Estomatite vesicular - (Rhabdoviridae: Vesiculovirus)
• Equinococose ou hidatidose - (Echinococcus granulosus, E. multilocularis)
• Febre aftosa - (Picornaviridae: Aphtovirus)
• Febre do Nilo Ocidental - (Flaviviridae: Flavivirus, Vírus do Nilo Ocidental]
• Febre do Vale do Rift - (Bunyaviridae: Phlebovírus)
• Febre Hemorrágica da Criméia e do Congo - (Bunyaviridae: Nairovirus)
• Febre Q - (Coxiella burnetii)
• Miíase do Novo Mundo - (Cochliomyia hominivorax)
• Miíase do Velho Mundo - (Chrysomya bezziana)
• Paratuberculose - (Mycobacterium avium subspecies paratuberculosis)
• Pericardite exsudativa - (Ehrlichia ruminantium)
• Peste bovina - (Morbilivirus)
• Raiva - (Rhabdoviridae: Lyssavirus)
• Surra (Trypanosoma evansi)
• Triquinelose - (Trichinella spiralis)
• Tripanossomose - (Trypanosoma evansi)
• Tularemia - (Francisella tularensis)

## Doenças de Bovinos
• Anaplasmose
• Babesiose
• Campilobacteriose genital - (Campylobacter jejuni)
• Encefalopatia espongiforme bovina, ou Doença da Vaca Louca
• Tuberculose - (Mycobacterium bovis)
• Diarréia viral bovina - (Flaviviridae: Pestivirus)
• Pleuropneumonia contagiosa bovina - (Mycoplasma mycoides)
• Leucose enzoótica - (Retroviridae: Deltaretrovirus)
• Septicemia hemorrágica
• Rinotraqueíte boniva infecciosa - (Herpesviridae: Herpesvírus bovino tipo 1)
• Dermatose Granular Contagiosa - Mamilite Herpética
• Na lista da OIE de 2010 não consta Febre Catarral Maligna
• Theileriose
• Trichomonose
• Trypanosomose (trasnmitida por mosca tsetse)

## Doenças de Ovinos e Caprinos
• Artrite-Encefalite Caprina
• Agalactia contagiosa
• Pleuropneumonia contagiosa Caprina
• Clamidiose Ovina
• Maedi-visna
• Doença ovina de Nairobi
• Epididimite ovina (Brucella ovis)
• Peste dos pequenos ruminantes
• Salmonelose (S. abortusovis)
• Scrapie
• Viruela ovina e Viruela caprina

## Doença de Equinos
• Peste equina
• Metrite Contagiosa Equina
• Durina
• Encefalomielite Equina do Oeste
• Encefalomielite Equina do Venezuelana
• Anemia Infecciosa Equina (AIE)
• Influenza Equina
• Piroplasmose
• Rinopneumonite
• Arterite Viral Equina
• Mormo

## Doenças de Suínos
• Peste Suína Africana
• Peste Suína Clássica
• Encefalite pelo vírus Nipah
• Cisticercose Suína
• Síndrome Reprodutiva e Respiratória dos Suínos (PRRS)
• Doença vesicular dos suínos
• Gastroenterite transmissível
• Erisipela Suína

## Doenças da Aves
• Bronquite infecciosa aviária
• Clamidiose Aviária
• Doença de Gumboro
• Doença de Marek
• Influenza Aviária
• Laringotraqueíte infecciosa aviária
• Micoplasmose Aviária (M. gallisepticum)
• Micoplasmose Aviária (M. synoviae)
• Newcastle
• Pulorose (Salmonella Pullorum)
• Rinotraqueíte do Peru
• Tifo aviário (Salmonella Gallinarum)
• Vírus da Hepatite dos Patos

## Doença dos Coelhos
• Myxomatose
• Doença hemorrágica dos coelhos

## Doença das Abelhas
• Acarapisose das abelhas melíferas
• American foulbrood of honey bees
• European foulbrood of honey bees
• Small hive beetle infestation (Aethina tumida)
• Infestação por Tropilaelaps nas abelhas melíferas
• Varrose nas abelhas melíferas

## Doença dos peixes
• Epizootic haematopoietic necrosis
• Infectious haematopoietic necrosis
• Spring viraemia of carp
• Viral haemorrhagic septicaemia
• Infectious pancreatic necrosis
• Infectious salmon anaemia
• Epizootic ulcerative syndrome
• Bacterial kidney disease (Renibacterium   salmoninarum)
• Gyrodactylosis (Gyrodactylus salaris)
• Red sea bream iridoviral disease

## Doenças dos moluscos
• Infecção por Bonamia ostreae
• Infecção por Bonamia exitiosa
• Infecção por Marteilia refringens
• Infecção por Mikrocytos mackini
• Infecção por Perkinsus marinus
• Infecção por Perkinsus olseni
• Infecção por Xenohaliotis californiensis

## Doenças dos Crustáceos
• Taura syndrome
• White spot disease
• Yellowhead disease
• Tetrahedral baculovirosis (Baculovirus penaei)
• Spherical baculovirosis (Penaeus monodon-type baculovirus)
• Infectious hypodermal and haematopoietic necrosis
• Crayfish plague (Aphanomyces astaci)

## Outras Doenças
• Camelpox
• Leishmaniose